# N Seoul Tower
N Seoul Tower (hangul:N서울타워) oficialmente YTN Seoul Tower (conocida también como Torre Namsan o Torre de Seúl) es una torre de comunicaciones ubicada en el parque de Namsan, en el centro de Seúl, Corea del Sur. Construida en 1969, fue abierta al público en 1980, la torre ha devenido un símbolo de Seúl. Tiene una altura de 236,7 m. (a partir de la base) y se encuentra a 479,7 m. sobre el nivel del mar. También se le ha conocido como la Torre Namsan  o la Torre de Seúl. Después de que el propietario inicial de la torre se fusionara con CJ Corporation, fue rebautizada con el nombre de la N Seoul Tower (nombre oficial CJ Seoul Tower).
La mayoría de los visitantes toman el Teleférico de Namsan hasta la cima de la montaña y, a continuación, a pie hasta la torre. La torre cuenta con una tienda de regalos y restaurantes en la planta baja. Los visitantes pueden subir a la torre previo pago de una entrada. Hay cuatro plataformas de observación (la 4º plataforma de observación, que es el restaurante giratorio, gira a una velocidad de una revolución cada 48 minutos), así como tiendas de regalos y dos restaurantes. La mayor parte de la ciudad de Seúl se puede observar desde la parte superior. En su punta tiene las antenas de trasmisión de KBS, MBC, SBS, PBC, TBS, CBS y BBS.